# Забродін Іван Олександрович
Іван Олександрович Забродін (нар. 27 липня 1930, село Червона Балка, тепер Барвінківського району Харківської області — 19 березня 2004, Київ) — український радянський державний діяч, міністр фінансів УРСР. Депутат Верховної Ради УРСР 11-го скликання (з 1987 року). Народний депутат СРСР у 1989—1991 роках.

## Біографія
Народився в родині колгоспників. Закінчив Харківський фінансово-кредитний технікум. 
Понад 40 років пропрацював у фінансових органах. Після закінчення технікуму півроку працював інспектором-ревізором бюджетного відділу Чернігівського обласного фінансового відділу. Служив чотири роки у Радянській армії.
У 1954—1961 роках — інспектор, старший податковий інспектор, начальник бюджетного відділу Краматорського міського фінансового відділу Донецької області.
Член КПРС з 1958 року.
У 1961 році закінчив заочно Київський інститут народного господарства, економіст.
У 1961—1970 роках — завідувач Краматорського міського фінансового відділу Донецької області.
У 1970—1979 роках — завідувач Донецького обласного фінансового відділу.
У 1979 — березні 1987 року — 1-й заступник міністра фінансів Української РСР.
6 березня 1987 — 1990 року — міністр фінансів Української РСР.
З 1990 року — на пенсії в місті Києві. Після виходу на пенсію працював заступником голови правління Акціонерного комерційного банку «Київ».

## Нагороди
- орден Жовтневої Революції
- орден Трудового Червоного Прапора
- орден «Знак Пошани»
- медалі
- почесна грамота Президії Верховної Ради Української РСР (25.07.1980)